# Re sacro

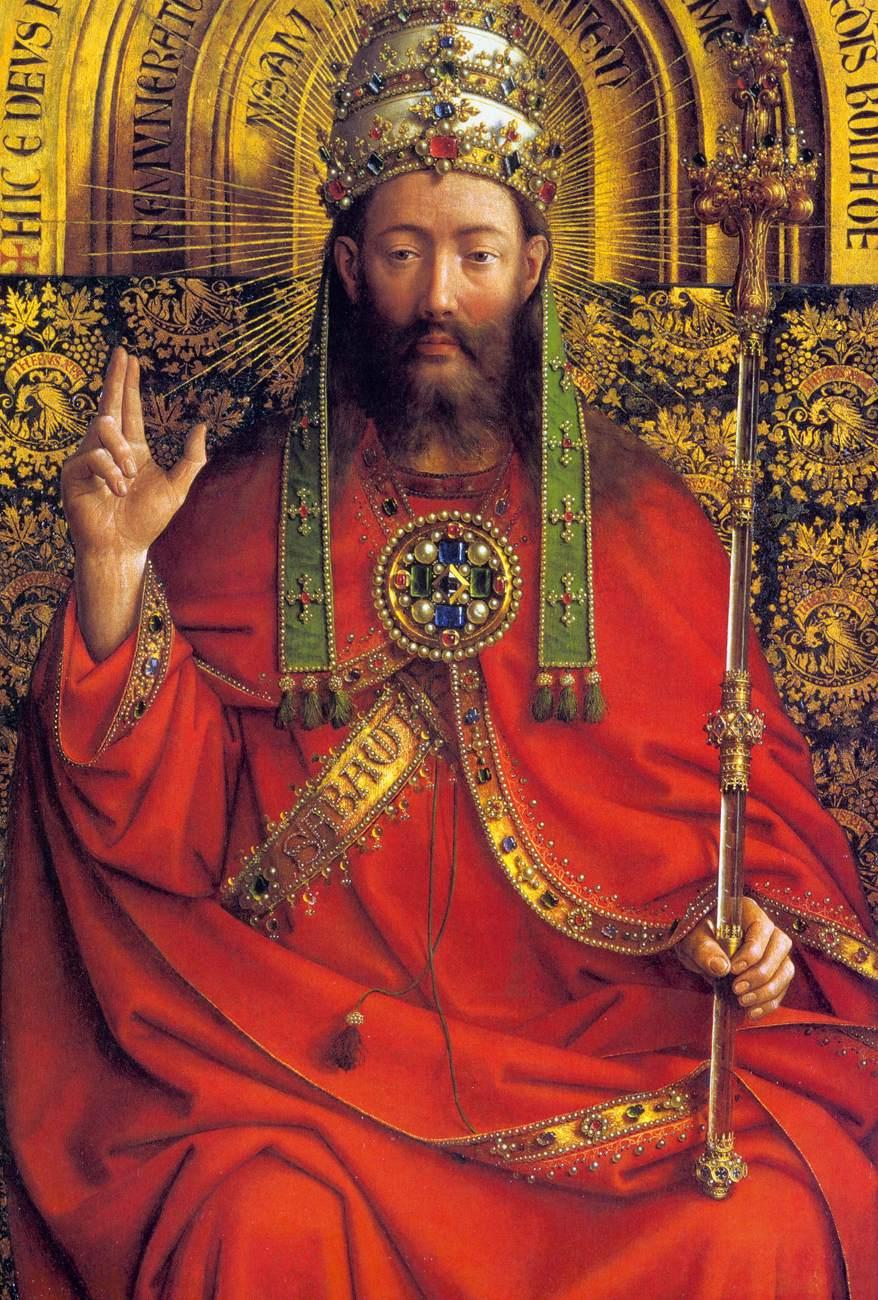
Figura di Cristo Re nel polittico di Gand (1432)

In molte società storiche, il ruolo del re ha un significato sacrale, identico a quello del sommo sacerdote e giudice, tanto da essere definito Re sacro o Re-sacerdote. Sebbene questa figura abbia un significato teocratico, il suo potere non derivava dall'autorità religiosa, ma era piuttosto la sua posizione temporale ad avere un significato religioso.

## Storia
Un re sacro, secondo l'interpretazione sistematica della mitologia sviluppata da Sir James George Frazer nella sua opera Il ramo d'oro (pubblicata nel 1890), era un re che rappresentava una divinità solare in un rito di fertilità periodicamente rievocato. 

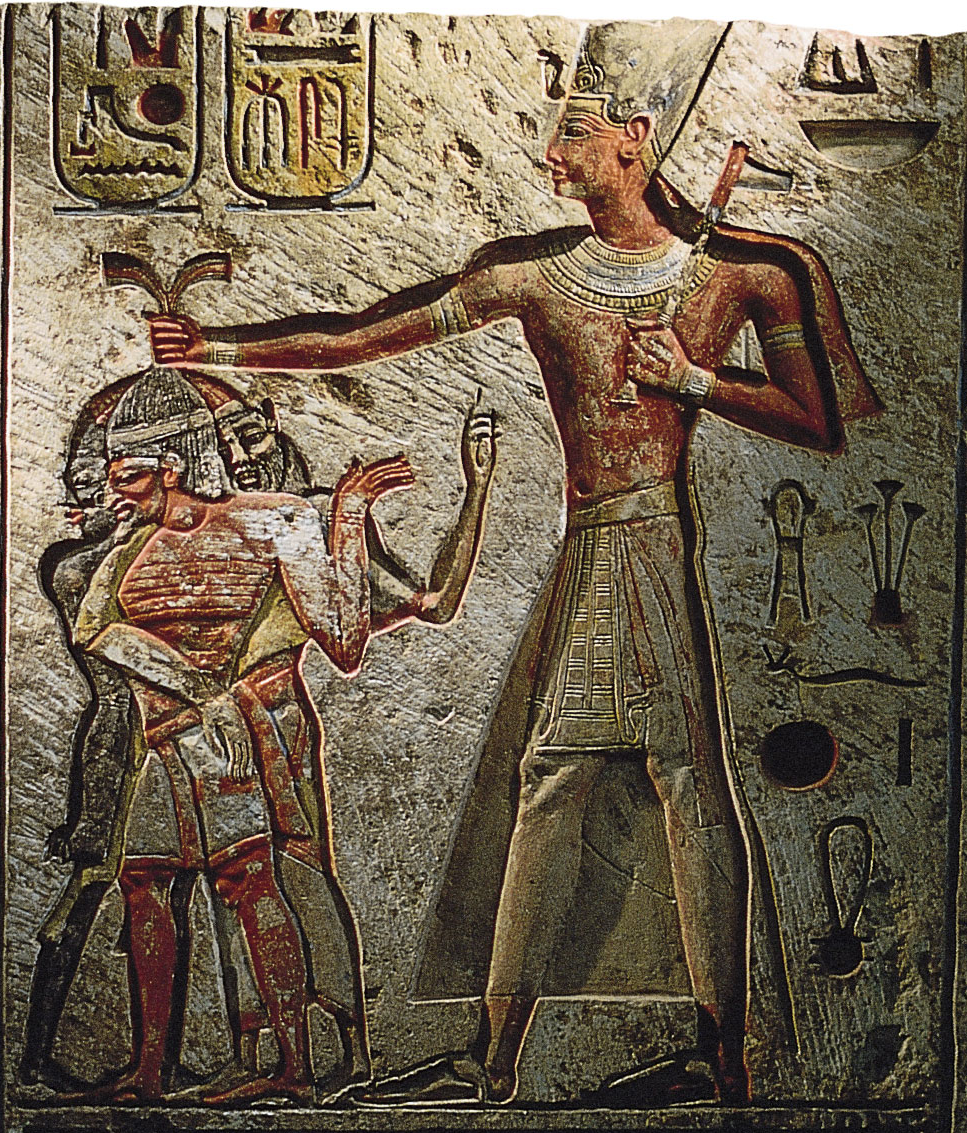
Il faraone Ramses II

Secondo Frazer, il concetto ha radici preistoriche e si verifica in tutto il mondo, a Giava come nell'Africa sub-sahariana, dove ai Re-sciamani viene attribuito il merito di produrre la pioggia e assicurare fertilità e buona fortuna. Il re-sacerdote poteva anche essere designato a soffrire ed espiare per il suo popolo, diventando la vittima predestinata di un sacrificio umano, potendo essere ucciso alla fine del suo mandato, oppure sacrificato in un momento di crisi (ad esempio il Blót di Domalde).
Gli Ashanti frustavano un re appena scelto (Ashantehene) prima di intronarlo.
Dall'età del bronzo nel Vicino Oriente, l'intronizzazione e l'unzione di un monarca divenne un rituale religioso centrale, riflesso nei titoli "Messia" o "Cristo", che si separò dalla regalità mondana. Così Sargon di Akkad si descrisse come "vicario di Ishtar", proprio come il moderno papa cattolico assume il ruolo di "vicario di Cristo".
Al Cristo stesso, secondo Guénon, è tradizionalmente riconosciuta un'autorità spirituale regale prima che sacerdotale, discendente da Melchisedec anziché da Aronne.
I re sono indicati come pastori fin dai primi tempi, ad esempio il termine fu affibbiato ai principi sumerici come Lugalbanda nel III millennio a.C. L'immagine del pastore combina i temi della leadership e della responsabilità di fornire cibo e protezione, nonché di superiorità.
Come mediatore tra il popolo e il divino, al re sacrale veniva attribuita una saggezza speciale (ad es. Salomone o Gilgamesh) o una visione (ad es. tramite oniromanzia).
In età moderna, oltre all'influente libro Il ramo d'oro di sir James George Frazer (1890-1915), la regalità sacrale ha un importante ruolo nel Romanticismo e nell'esoterismo occidentale (ad es. Julius Evola) e in alcune correnti del neopaganesimo (etenismo). La scuola pan-babilonese fa derivare gran parte della religione descritta nella Bibbia ebraica dai culti della regalità sacrale nell'antica civiltà babilonese.
Le scuole storico-culturali britanniche e scandinave sostenevano che il re impersonasse un dio e si trovasse al centro della religione nazionale o tribale. La "scuola di miti e rituali" inglese si concentrava sull'antropologia e sul folklore, mentre la "scuola di Uppsala" enfatizzava lo studio semitologico.

### Interpretazione di Frazer
Sir James George Frazer usò il concetto del re sacro nel suo studio Il ramo d'oro (1890–1915), il cui titolo si riferisce al mito del Rex Nemorensis. Frazer fornisce numerosi esempi, citati di seguito, ed è stato fonte d'ispirazione per la scuola di miti e rituali. Tuttavia, "il mito e il rituale", o "teoria del mito-ritualista" è contestato; molti studiosi ora credono che il mito e il rituale condividano paradigmi comuni, ma non che uno si sia sviluppato dall'altro.
Frazer affermò l'idea di un re-sostituto che faceva le veci della Divinità, e lo rese la chiave di volta della sua teoria di un mito sulla fertilità universale pan-europeo e mondiale, in cui un consorte per la Dea veniva sostituito ogni anno. Secondo Frazer, il re sacro rappresentava lo spirito della vegetazione: nasceva in primavera, regnava durante l'estate e moriva ritualmente al momento del raccolto, per poi rinascere nel solstizio d'inverno per governare di nuovo. Lo spirito della vegetazione era quindi un "dio morente e rianimante". In questo stampo furono reinterpretati Osiride, Adone, Dioniso, Attis e molte altre figure familiari della mitologia greca e dell'antichità classica. Il re sacro, l'incarnazione umana del dio morente e rianimante della vegetazione, doveva originariamente essere stato un individuo scelto per governare per un tempo, ma il cui destino era di soffrire come sacrificio, per essere offerto di nuovo sulla terra in modo che un al suo posto un nuovo re poteva governare per un po' di tempo. Egli analizza specialmente la figura sacerdotale romana del Rex nemorensis.
Soprattutto in Europa durante il periodo di massimo splendore degli inizi del XX secolo, Frazer creò un Verlagssystem, in cui dilettanti in cerca di radici pagani crearono più o meno di santa pianta eventi come fiere tradizionali, alberi di maggio e arti popolari come il ballo del Morris. 

### Influenza della visione di Frazer
È stato ampiamente influente nella letteratura, e venne accettato da D.H. Lawrence, James Joyce, Ezra Pound e ne La terra desolata di T.S. Eliot (oltre che altre sue opere). Robert Graves usò il lavoro di Frazer in I miti greci e ne fece uno dei fondamenti della sua mitologia personale in La Dea Bianca; inoltre nel romanzo Seven Days in New Crete descrisse un futuro in cui l'istituzione del re sacro sacrificale è rinata. Margaret Murray, la principale teorica che indicò la stregoneria come avente delle radici pagane, influenzando movimenti come la Wicca, usò il lavoro di Frazer per proporre la tesi secondo cui molti re d'Inghilterra che morirono assassinati come re, in particolare Guglielmo II Rufus, erano pagani e stregoni segreti, le cui morti erano la rievocazione del sacrificio umano che si trovava al centro del mito di Frazer.
L'idea è stata usata dalla scrittrice fantasy Katherine Kurtz nel suo romanzo Lammas Night. Roberto Calasso, ne La rovina di Kasch, riprende il tema. Col cristianesimo tale usanza di sacrificio umano, già sostituita dai sacrifici animali, sarebbe terminata dissolvendosi nel sacrificio incruento della Messa seguito a quello reale di Cristo. Il sacrificio viene quindi "sigillato" per sempre, terminato. In maniera archetipica, Calasso indica come simboliche morti successive da "re sacro" anche le decapitazioni di Carlo I d'Inghilterra e Luigi XVI di Francia, in quanto "versione secolare del sacrificio, col regicidio.[...] doppio sigillo", e successivamente anche le morti di massa nelle due guerre mondiali, in cui il popolo sovrano è chiamato al "sacrificio".

## Esempi
- Cakravartin, un re giusto derivato dal pensiero religioso indiano;
- Devaraja, culto dei re divini nel Sud-est asiatico;[10]
- Regalità germanica;
- Imperatore del Sacro Romano Impero;
- Culto imperiale;
- L'Omukama di Kitara governò come un sovrano celeste;
- Il re supremo d'Irlanda, secondo la tradizione medievale, sposava la dea della sovranità;
- L'Eze Nri, sovrano dello scomparso regno di Nri nell'attuale Nigeria dell'etnia Igbo. È stato chiamato "Igwe", che significa "celeste" in lingua igbo, e ha lasciato il suo titolo al monarca di uno stato tradizionale contemporaneo con lo stesso nome;
- L'imperatore del Giappone è noto in giapponese come Tennō - "sovrano celeste";
- Il Kende era il sacro re dei Magiari nel IX secolo;[11]
- Il Khagan (Ashina);
- I re di Luba diventavano divinità dopo la morte;
- Il potere temporale del papato;
- Faraone, titolo di antichi sovrani egiziani. Il faraone adottò nomi che simboleggiavano la santa potenza;
- Re di roma: 
  - Rex Sacrorum;
  - Pontifex Maximus - un titolo ereditato dal Papato con il rifiuto di assumere il titolo da parte di Graziano l'Alano;
  - Trionfo romano, secondo la leggenda celebrato per la prima volta da Romolo;
  - Augusto.
- Figlio del Cielo, titolo dell'Asia orientale;
- Scià, titolo iraniano;
- Re di Thailandia;
- Zar, titolo bulgaro (in seguito russo);
- Gli imperatori e i re pre-coloniali del popolo yoruba, gli obas e le loro controparti contemporanee.

Le monarchie trasportavano la regalità sacrale nel Medioevo, incoraggiando l'idea di re insediatisi per Grazia di Dio. Vedere:
- Miracolo dei Capeti;
- Tocco reale, poteri soprannaturali attribuiti ai re di Inghilterra e Francia;
- La dinastia serba Nemanjić;[12][13]
- La dinastia ungherese degli Arpadi (conosciuta durante il periodo medievale come la "dinastia del Santo Re");
- I principi vescovi, esistenti in vari paesi europei nel Medioevo e in epoche successive.

## Nella cultura di massa
Molti dei romanzi di Rosemary Sutcliff sono riconosciuti come influenzati direttamente da Frazer, raffigurando individui che accettano il peso della leadership e la responsabilità ultima del sacrificio personale, tra cui Sword at Sunset, The Mark of the Horse Lord e Sun Horse, Moon Horse.
Oltre alla sua apparizione nel suo romanzo Lammas Night già citato in precedenza, Katherine Kurtz usa anche l'idea di sacra regalità nel suo romanzo The Quest for Saint Camber.